# Cykling under sommer-OL 2016 – Sprint (damer)
Damernes sprint i banecykling under sommer-OL 2016 fandt sted fra 14. til 16. august 2016 på Rio Olympic Velodrome i Rio de Janeiro.

## Resultater

### Kvalifikation
| Nr. | Rytter                    | Tid    | Fart (km/t) | Noter |
| --- | ------------------------- | ------ | ----------- | ----- |
| 1   | Becky James (GBR)         | 10.721 | 67.158      | Q, OR |
| 2   | Katy Marchant (GBR)       | 10.787 | 66.747      | Q     |
| 3   | Lee Wai Sze (HKG)         | 10.800 | 66.667      | Q     |
| 4   | Elis Ligtlee (NED)        | 10.803 | 66.648      | Q     |
| 5   | Zhong Tianshi (CHN)       | 10.820 | 66.543      | Q     |
| 6   | Kristina Vogel (GER)      | 10.865 | 66.268      | Q     |
| 7   | Natasha Hansen (NZL)      | 10.871 | 66.231      | Q     |
| 8   | Stephanie Morton (AUS)    | 10.875 | 66.207      | Q     |
| 9   | Anna Meares (AUS)         | 10.947 | 65.771      | Q     |
| 10  | Simona Krupeckaitė (LTU)  | 10.978 | 65.586      | Q     |
| 11  | Anastasija Vojnova (RUS)  | 10.985 | 65.544      | Q     |
| 12  | Kate O'Brien (CAN)        | 11.020 | 65.336      | Q     |
| 13  | Laurine van Riessen (NED) | 11.023 | 65.318      | Q     |
| 14  | Miriam Welte (GER)        | 11.038 | 65.229      | Q     |
| 15  | Gong Jinjie (CHN)         | 11.068 | 65.052      | Q     |
| 16  | Virginie Cueff (FRA)      | 11.099 | 64.871      | Q     |
| 17  | Monique Sullivan (CAN)    | 11.143 | 64.615      | Q     |
| 18  | Olga Ismayilova (AZE)     | 11.152 | 64.562      | Q     |
| 19  | Tania Calvo (ESP)         | 11.162 | 64.505      |       |
| 20  | Lisandra Guerra (CUB)     | 11.171 | 64.453      |       |
| 21  | Fatehah Mustapa (MAS)     | 11.207 | 64.246      |       |
| 22  | Darja Sjmeleva (RUS)      | 11.230 | 64.114      |       |
| 23  | Olivia Podmore (NZL)      | 11.315 | 63.632      |       |
| 24  | Juliana Gaviria (COL)     | 11.505 | 62.581      |       |
| 25  | Sandie Clair (FRA)        | 11.517 | 62.516      |       |
| 26  | Helena Casas (ESP)        | 11.707 | 61.502      |       |
| 27  | Ebtissam Mohamed (EGY)    | 11.920 | 60.403      |       |

### Første runde
| Navn                  | Tid    | Fart (km/t) |
| --------------------- | ------ | ----------- |
| Becky James (GBR)     | 11.367 | 63.285      |
| Olga Ismayilova (AZE) | +0.165 | +0.165      |

| Navn                 | Tid    | Fart (km/t) |
| -------------------- | ------ | ----------- |
| Lee Wai Sze (HKG)    | 11.355 | 63.408      |
| Virginie Cueff (FRA) | +0.089 | +0.089      |

| Navn                | Tid    | Fart (km/t) |
| ------------------- | ------ | ----------- |
| Zhong Tianshi (CHN) | 11.310 | 63.660      |
| Miriam Welte (GER)  | +0.499 | +0.499      |

| Navn                 | Tid    | Fart (km/t) |
| -------------------- | ------ | ----------- |
| Natasha Hansen (NZL) | 11.400 | 63.157      |
| Kate O'Brien (CAN)   | +0.183 | +0.183      |

| Navn                     | Tid    | Fart (km/t) |
| ------------------------ | ------ | ----------- |
| Simona Krupeckaitė (LTU) | 11.308 | 63.671      |
| Anna Meares (AUS)        | +0.408 | +0.408      |

| Navn                   | Tid    | Fart (km/t) |
| ---------------------- | ------ | ----------- |
| Katy Marchant (GBR)    | 11.499 | 62.614      |
| Monique Sullivan (CAN) | +0.150 | +0.150      |

| Navn               | Tid    | Fart (km/t) |
| ------------------ | ------ | ----------- |
| Elis Ligtlee (NED) | 11.425 | 63.019      |
| Gong Jinjie (CHN)  | +0.104 | +0.104      |

| Navn                      | Tid    | Fart (km/t) |
| ------------------------- | ------ | ----------- |
| Kristina Vogel (GER)      | 11.279 | 63.835      |
| Laurine van Riessen (NED) | +0.179 | +0.179      |

| Navn                     | Tid    | Fart (km/t) |
| ------------------------ | ------ | ----------- |
| Anastasija Vojnova (RUS) | 11.503 | 62.592      |
| Stephanie Morton (AUS)   | +0.097 | +0.097      |

### Opsamling runde 1
| Navn                      | Tid    | Fart (km/t) |
| ------------------------- | ------ | ----------- |
| Anna Meares (AUS)         | 11.716 | 61.454      |
| Olga Ismayilova (AZE)     | +0.065 | +0.065      |
| Laurine van Riessen (NED) | +0.072 | +0.072      |

| Navn                   | Tid    | Fart (km/t) |
| ---------------------- | ------ | ----------- |
| Miriam Welte (GER)     | 11.466 | 62.794      |
| Kate O'Brien (CAN)     | +0.061 | +0.061      |
| Monique Sullivan (CAN) | +0.154 | +0.154      |

| Navn                   | Tid    | Fart (km/t) |
| ---------------------- | ------ | ----------- |
| Virginie Cueff (FRA)   | 11.496 | 62.630      |
| Stephanie Morton (AUS) | +0.012 | +0.012      |
| Gong Jinjie (CHN)      | +0.188 | +0.188      |

### Anden runde
| Navn                 | Tid    | Fart (km/t) |
| -------------------- | ------ | ----------- |
| Becky James (GBR)    | 11.375 | 63.296      |
| Virginie Cueff (FRA) | +0.037 | +0.037      |

| Navn              | Tid    | Fart (km/t) |
| ----------------- | ------ | ----------- |
| Lee Wai Sze (HKG) | 11.551 | 62.332      |
| Anna Meares (AUS) | +0.081 | +0.081      |

| Navn                     | Tid    | Fart (km/t) |
| ------------------------ | ------ | ----------- |
| Anastasija Vojnova (RUS) | 11.271 | 63.880      |
| Zhong Tianshi (CHN)      | +0.001 | +0.001      |

| Navn                | Tid    | Fart (km/t) |
| ------------------- | ------ | ----------- |
| Katy Marchant (GBR) | 12.247 | 58.789      |
| Miriam Welte (GER)  | +0.343 | +0.343      |

| Navn                     | Tid    | Fart (km/t) |
| ------------------------ | ------ | ----------- |
| Elis Ligtlee (NED)       | 11.360 | 63.380      |
| Simona Krupeckaitė (LTU) | +0.033 | +0.025      |

| Navn                 | Tid    | Fart (km/t) |
| -------------------- | ------ | ----------- |
| Kristina Vogel (GER) | 11.197 | 64.302      |
| Natasha Hansen (NZL) | +0.092 | +0.092      |

### Opsamling runde 2
| Navn                     | Tid    | Fart (km/h) |
| ------------------------ | ------ | ----------- |
| Simona Krupeckaitė (LTU) | 11.614 | 61.994      |
| Virginie Cueff (FRA)     | +0.001 | +0.001      |
| Natasha Hansen (NZL)     | +0.150 | +0.150      |

| Navn                | Tid    | Fart (km/h) |
| ------------------- | ------ | ----------- |
| Zhong Tianshi (CHN) | 11.557 | 62.299      |
| Anna Meares (AUS)   | +0.082 | +0.082      |
| Miriam Welte (GER)  | +1.766 | +1.766      |

### 9. til 12. plads
| Navn                 | Tid    | Fart (km/h) | Rank |
| -------------------- | ------ | ----------- | ---- |
| Natasha Hansen (NZL) | 11.852 | 61.042      | 9    |
| Anna Meares (AUS)    | +0.068 | +0.068      | 10   |
| Miriam Welte (GER)   | +0.174 | +0.174      | 11   |
| Virginie Cueff (FRA) | +0.181 | +0.181      | 12   |

### Kvartfinaler
| Navn                | Tid (Løb 1) | Tid (Løb 2) |
| ------------------- | ----------- | ----------- |
| Becky James (GBR)   | 11.289      | 11.243      |
| Zhong Tianshi (CHN) | +0.025      | +0.016      |

| Navn                     | Tid (Løb 1) | Tid (Løb 2) |
| ------------------------ | ----------- | ----------- |
| Katy Marchant (GBR)      | 11.225      | 11.342      |
| Simona Krupeckaitė (LTU) | +1.139      | +0.232      |

| Navn                 | Tid (Løb 1) | Tid (Løb 2) |
| -------------------- | ----------- | ----------- |
| Kristina Vogel (GER) | 11.230      | 11.373      |
| Lee Wai Sze (HKG)    | +0.044      | +0.189      |

| Navn                     | Tid (Løb 1) | Tid (Løb 2) |
| ------------------------ | ----------- | ----------- |
| Elis Ligtlee (NED)       | 11.405      | 11.391      |
| Anastasija Vojnova (RUS) | +0.033      | +0.007      |

### 5. til 8. plads
| Navn                     | Tid    | Fart (km/h) | Rank |
| ------------------------ | ------ | ----------- | ---- |
| Zhong Tianshi (CHN)      | 11.197 | 64.302      | 5    |
| Lee Wai Sze (HKG)        | +0.005 | +0.005      | 6    |
| Simona Krupeckaitė (LTU) | +0.203 | +0.203      | 7    |
| Anastasija Vojnova (RUS) | +0.353 | +0.353      | 8    |

### Semifinaler
| Navn               | Tid (Løb 1) | Tid (Løb 2) |
| ------------------ | ----------- | ----------- |
| Becky James (GBR)  | 11.246      | 10.970      |
| Elis Ligtlee (NED) | +0.038      | +0.400      |

| Navn                 | Tid (Løb 1) | Tid (Løb 2) |
| -------------------- | ----------- | ----------- |
| Kristina Vogel (GER) | 11.302      | 11.153      |
| Katy Marchant (GBR)  | +0.065      | +0.089      |

### Finaler
Bronzefinale
| Navn                | Tid (Løb 1) | Tid (Løb 2) |
| ------------------- | ----------- | ----------- |
| Katy Marchant (GBR) | 11.237      | 11.424      |
| Elis Ligtlee (NED)  | +0.087      | +0.007      |

Finale
| Navn                 | Tid (Løb 1) | Tid (Løb 2) |
| -------------------- | ----------- | ----------- |
| Kristina Vogel (GER) | 11.237      | 11.312      |
| Becky James (GBR)    | +0.016      | +0.004      |